# マリオット・センター
マリオット・センター（英: Marriott Center）はアメリカ合衆国西部のユタ州プロボに所在するブリガムヤング大学(BYU)キャンパス内にある多目的アリーナ。BYUクーガーズの本拠地である。マリオット・センターでのバスケットボールの試合の座席数は公式には 17,978 席である。またビッグ12カンファレンス で最大のバスケットボール アリーナであり、全米最大のキャンパス内バスケットボールアリーナの 1 つである。
バスケットボール以外にもたくさんのイベントが開かれている。
海抜は約4,650フィート (1,420 m)。

## 歴史
マリオット センターは、マリオット・インターナショナルの創設者でありホテル王でもあるJ・ウィラード・マリオットに敬意を表して名付けられたもの。1971年の建設当時に当時全米最大のキャンパス内バスケットボールアリーナであったミネソタ大学の ウィリアムズ・アリーナ を抜き全米最大のキャンパス内バスケットボールアリーナとなった。また、バスケットボールアリーナでも全米最大であり、当時のどのNBA (またはABA) アリーナよりも大きかった。 1987年にテネシー大学がトンプソン・ボーリング・アリーナを開設するまで、米国最大のキャンパス内バスケットボールアリーナとしての地位を保った。

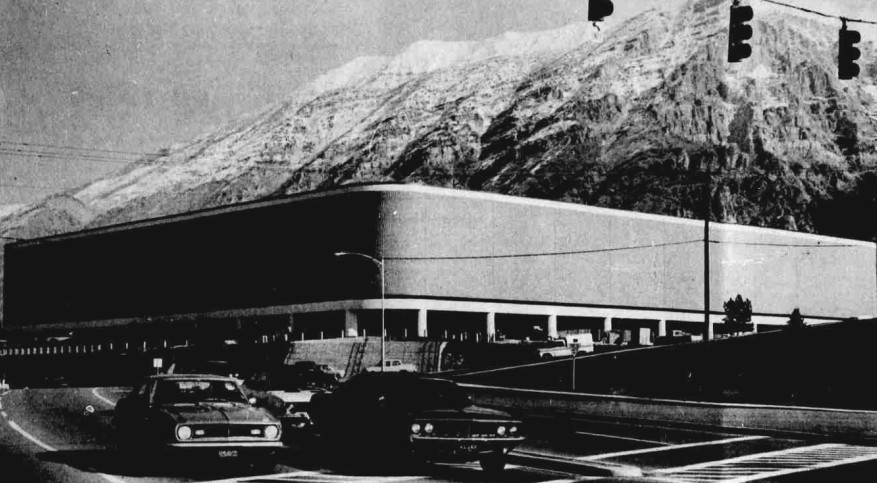
The Marriott Center, circa 1971

マリオット・センターはNCAA男子バスケットボールトーナメント(1972、1977、1979、1982)の主会場となった。

## 改修工事

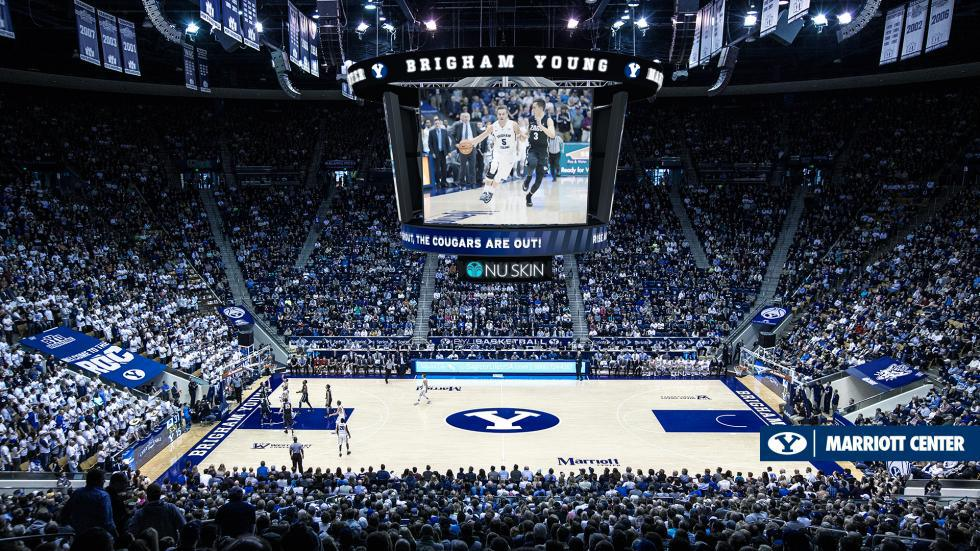
The Marriott Center in 2017

2012 年 4 月、BYU はマリオット センターの改修を発表した。 北側の低いベンチ席はプライムチェア席に置き換えられた。 新しい音響システムを設置し、男女更衣室をリニューアルした。下部座席の変更により、マリオット センターの収容人数は 22,700 人から 20,951 人に減少した。
残りの下側ベンチ席は2015年シーズン後に交換され、座席数は約19,000席に減少した。 新たな改修では、マリオット・センターに新しいビデオ ボードが設置された。
2022年に座席が再び改修され、収容人数は 17,978人に減少した。
マリオット・センターはビッグ12カンファレンスのバスケットボールアリーナの中で最大の座席数を備えており2023年12月現在、米国のキャンパス内バスケットボールアリーナの座席数としては8番目に多い。